# Rød Ungdom
Rød Ungdom är en norsk politisk ungdomsorganisation. Organisationen bildades 1973. 
Organisationen har tidigare gått under namnen Sosialistisk Ungdomsforbund och Sosialistisk Ungdomsforbund (marxist-leninistene) känd som det maoistiska SUF(m-l), men fick sitt nuvarande namn då Arbeidernes kommunistparti bildades 1973. Fram till 2007 fanns två moderorganisationer: Rød Valgallianse och Arbeidernes kommunistparti. Därefter är den ungdomsorganisationen för Rødt.  

## Ideologisk plattform
Rød ungdom definierar sig som en radikal, revolutionär och feministisk organisation som organiserar ungdomar i kampen för en socialistisk regering där arbetarklassen styr samhället. För att förhindra att socialismen utvecklas till ett diktatur tror Rødt Ungdom att samhället ständigt måste utvecklas i riktning mot ett klasslöst samhälle kommunism.

### Kapitalism
Rød Ungdom tror att kapitalismen främst ansvarar för förtryck, klasskillnader och hunger. Enligt RU leder marknadsekonomi till att en minoritet ges rätten att äga samhällets viktigaste resurser, vilket resulterar i att privata vinster läggs över mänskliga behov.
Det faktum att ekonomin är undantagen från demokratisk styrning innebär att viktiga beslut i den ekonomiska politiken lämnas till marknaden och inte till de valda företrädarna. Rød ungdom anser att ett kapitalistiskt samhälle innebär att omröstningen måste böjas för sedeln och folkets regering vika för pengarstyrelsen.

### Kommunism
För Rød ungdom är kommunismen en social form med syftet att avskaffa både statlig och privat egendom
nytta för samhället. Organisationen ser kommunismen som ett samhälle där klasser och sociala kön är onödiga. Deras vision är att samhället är organiserat som ett samhälle av fria intressen, som tillsammans avgör hur mänsklighetens skapande kraft kan användas på bästa möjliga sätt.
Som uttrycket i deras principprogram tror de att ett sådant samhälle inte kommer att vara utan motsägelser och problem. De tror att kommunism inte nödvändigtvis kommer att innebära att kvinnors förtryck, rasism och slöseri med naturresurser kommer att försvinna, men att förutsättningarna för de strukturer som undertrycker människor idag kommer att försvinna. Rød ungdom tror inte att ett kommunistiskt samhälle kommer att vara slutet på mänsklighetens utveckling, utan slutet på förtrycket baserat på social rang och ekonomisk ställning.